# Рудоголовий монарх
Рудоголовий монарх (Erythrocercus) — рід горобцеподібних птахів, єдиний у родині Erythrocercidae. Раніше включався до монархових (Monarchidae) або тамікових (Cisticolidae). Містить три види.

## Поширення
Рід поширений в тропічних галерейних лісах Африки.

## Опис
Дрібні птахи (завдовжки 9-12 см) з масивним, але струнким на вигляд тілом, великою округлою головою, тонким дзьобом, маленькими і заокругленими крилами (однак птахи чудово літають), міцними і відносно довгими ногами і довгим хвостом. В основі дзьоба ниткоподібні пір'їни утворюють вібриси.
Оперення, зазвичай, жовтувато-коричневого або сіруватого забарвлення на більшій частині тіла. Черево та маківка голови яскравого забарвлення. Хвіст помаранчевий.

## Види
- Монарх цитриновий (Erythrocercus holochlorus)
- Монарх сивоголовий (Erythrocercus livingstonei)
- Монарх рудоголовий (Erythrocercus mccallii)